# مقاطعة رشيدان
مقاطعة رشيدان هي منطقة في أفغانستان. ييلغ عدد سكانها 22،280 نسمة، 96٪ منهم بشتون و4٪ هزارة.